# زقين شخصي
زقين شخصي (الاسم العلمي:Diascia personata) هو نوع من النباتات يتبع جنس الزقين من الفصيلة الغدبية.